# A.N.T. Farm
A.N.T. Farm  (Brasil: Programa de Talentos / Portugal: A.N.T. Farm: Escola de Talentos) é uma série de televisão do canal Disney Channel cuja estreia aconteceu em 6 de maio de 2011 em uma prévia especial e continuou como uma série regular em 17 de junho de 2011. O episódio piloto "TransplANTed" foi ao ar logo após o final da série Zack e Cody: Gêmeos a Bordo. A série foi criada por Dan Signer, um escritor e ex-co-produtor executivo de The Suite Life on Deck. Em meados de novembro de 2010, o Disney Channel deu sinal verde para a série, com início de produção no início de 2011. O primeiro promo foi lançado durante a estreia do filme Lemonade Mouth.
Tendo como cenário a cidade de São Francisco, a série é estrelada por China Anne McClain, Sierra McCormick e Jake Short como pequenos estudantes de um programa de superdotados em sua escola secundária que se chama "Talentos Naturais Avançados" (no original Advanced Natural Talents) ou Programa de Talentos (A.N.T.).
Em 30 de novembro de 2011, a série foi renovada para uma segunda temporada. Em 2 de outubro de 2012, a série foi renovada para uma terceira temporada, que estreou em 31 de maio de 2013 nos EUA. Também foi anunciado que Carlon Jeffrey não retornará para a nova temporada, que será a última, devido a nova série Mega Med que o ator Jake Short está estrelando no Disney XD.
O final da série foi ao ar em 21 de março de 2014 nos Estados Unidos.
Chyna Anne McClain foi a segunda protagonista negra de uma série do Disney Channel, e Stefanie Scott a primeira antagonista loira, quebrando um molde mantido por quinze anos, desde o início das Séries Originais Disney, em 1996, com Flash Forward.

## Sinopse
A.N.T. Farm (No Brasil: Programa de Talentos, Portugal:  A.N.T Farm-Escola de Talentos) gira em torno de Chyna Parks (China Anne McClain), um prodígio musical de 11 anos de idade, que acaba de se tornar a mais nova integrante do "Programa de Talentos" (Talentos Naturalmente Avançados) na escola de ensino médio Webster, em São Francisco, Califórnia. Em seu primeiro dia, ela conhece Olive Doyle (Sierra McCormick), uma menina que tem uma memória eidética, e Fletcher Quimby (Jake Short), um gênio artístico que desenvolve uma paixão por ela, e eles logo se tornam seus melhores amigos na escola. Eles passam a entrar em aventuras múltiplas, usando seus talentos para tirarem vantagem.
A menina mais Poupular Lexi Reed (Stefanie Scott), passa a intimidar Chyna, por achar que ela é uma adversária a tomar seu posto de estrela da escola. Cameron (Carlon Jeffrey) é irmão mais velho de Chyna e tenta evitá-la na escola o quanto ele pode, com medo de que ela seja uma vergonha para ele.

## Produção

### Desenvolvimento
O Disney Channel anunciou, em 11 de novembro de 2010, que haviam dado o sinal verde para a série e que sua produção iria começar no início de 2011. O show foi concebido quando Dan Signer, criador do show, viu China Anne McClain. "A menina tinha tanta confiança. Ela pode conseguir fazer piada. Ela pode cantar. Ela pode tocar instrumentos. China é como um menino prodígio. [...] Ai foi que me dei de conta: porque não construir um espetáculo em torno de uma criança prodígio? Alguém que tem todo esse talento natural e habilidade, mas ainda é desafiado quando é mandada para o ensino médio com 11 anos de idade?" Signer, disse em uma entrevista. Logo após a exibição dos primeiros episódios, Disney Channel aumentou seus episódios de 13 para 21 na primeira temporada. A.N.T. é a sigla para Advanced Natural Talents.

### Elenco e características dos personagens
Sierra McCormick foi escalada para o elenco após uma audição onde ela só falou sobre tigres. Dan Signer afirmou: "E como ouvi-la continuamente falando sobre os tigres, eu pensei 'Isso é apenas como Olive soaria.' E foi assim que Sierra começou a ter um pouco disso." À seção infantil do Universo Online, Jake Short falou sobre seu personagem: "Fletcher é um artista, e muito talentoso no que faz. Ele é bem ativo e, às vezes, fala antes de pensar, o que pode colocá-lo em confusões".

## Personagens

### Personagens principais
- China Parks[9] (China Anne McClain) é um prodígio musical de 11 anos de idade que faz parte do Programa de Talentos na escola de seu irmão,que no começo não aceitava sua entrada na escola. Chyna é a melhor amiga Olive e Fletcher. Ela é uma encantadora menina de 11 anos de idade que tenta levar seus amigos Olive e Fletcher para viver as melhores experiências possíveis. Apesar de sua bondade e fidelidade, ela parece sentir tanta vergonha de seu irmão como ele dela.

- Olivia "Olive" Daphne Doyle[9] (Sierra McCormick) é um computador humano grava tudo em sua mente, e melhor amiga de China e Fletcher. Ela tem memória eidética, o que significa que ela pode se lembrar de tudo que já ouviu, viu ou leu. Olive é fluente em japonês, como é mostrado no episódio "SciANTS Fair", fala muito rapidamente, e tem medo de duendes, pó, vampiros, girafas, autocarros de dois andares, balões, bruxas, zumbis, marcas de nascença, fantasmas e batatas fritas onduladas. Ela mostra que não tem medo de aranhas. Sua memória eidética também faz com que seja extremamente perita em jogos de vídeo como é mostrado no episódio "ReplicANT". No episódio "FraudulANT" é mostrado que Olive gosta da sopa no lugar do macarrão mais famoso em San Francisco.

- Fletcher  Quimby[9] (Jake Short) é um gênio artístico de 11 anos de idade que encontra pela primeira vez Chyna Parks no primeiro dia de aula, quando ela entra para o "Programa de Talentos" e logo se torna sua amiga, também de Olive. Ele se descreve como uma espécie, doce, confiável (como revelado no episódio "StudANT Council"). Ele começou a gostar de Chyna, embora ela não aparenta gostar nele. Fletcher tem dificuldade para manter sua paixão em segredo, ele expressa seus sentimentos em suas artes. No episódio "ReplicANT" é fortemente explícito que ele tem um dedo do pé invulgarmente longo. Ele confia em suas duas melhores amigas, Chyna e Olive, que o leva para algum problema, mas no final ele sempre se diverte também.

- Alexandra "Lexi" Reed[9] (Stefanie Scott) é bonita, mas cruel e concentrada em ser a aluna mais popular do Webster, assim se tornando a antagonista da série. Ela foi a líder em todos os musicais até que Chyna apareceu. Ela também foi a presidente do calouro do conselho estudantil e está como líder de torcida com Paisley. Ela pensa que Chyna é sua competidora. Lexi fará de tudo para ser a única creditada nos eventos. Por exemplo, em Bad RomANTs, Lexi se esforça para ser a capa do jornal da escola. Ela é uma parodia de Sharpay Evans

- Cameron  Parks[9] (Carlon Jeffery) é o irmão mais velho de Chyna que estuda na mesma escola dela. Ele tenta evitar Chyna e os outros do "Programa de Talentos", devido à suas idades, com medo de que eles contem um de seus maiores segredos. Em "O Fantasma Locker", é mencionado que ele tem um cobertorzinho e costumava ter bonecas, e em "SciANTs Fair", ele afirma que seu celular tem é coberto por pedrinhas brilhantes. Lexi se engana, chamando-o de irmão mais novo de Chyna, porque ele muitas vezes age com menos maduridade do que sua irmã mais nova.

- Angus Chestnut[9]  (Aedin Mincks) é um gênio da computação que geralmente executa programas ilegais em seu computador disfarçados como jogos de vídeo. Ele geralmente ajuda Fletcher quando ele precisa em relação a Chyna. Embora se sentindo atraente, ele tem uma enorme paixão por Olive. Por causa do tempo que ele gasta em seu computador, ele é muito preguiçoso e muitas vezes reclama de fazer tarefas básicas de física, como caminhar entre classes. Devido a isso, todas as classes que ele escolheu são no piso térreo da escola para que ele nunca tenha que subir ou descer escadas.

### Personagens recorrentes
- Zoltan Grundy (Dominic Burgess): É um empresário que aparece pela primeira vez em "TrANTsferred". Ele fez ANTPads da escola, o Z-Fone e muito mais produtos que são basicamente a mesma coisa. Ele é o criador da escola. Zoltan tende a usar camisetas de bandas de rock famosas, incluindo Led Zeppelin, Foo Fighters, Red Hot Chili Peppers, e os Rolling Stones.

- Paisley Houndstooth (Allie DeBerry) é a melhor amiga de Lexi. Ela também participa das líderes de torcida, mesmo que ela sendo "burra" sobre quase tudo, recebe elogios. Ela muitas vezes fica confusa sobre o que está acontecendo. No entanto, ela pensa diferente de Lexi, porque ela normalmente se preocupa com as pessoas. Ela é uma garota doce de espírito, mas acaba sendo enganada e fica amarrada nos esquemas de Lexi. Mesmo sendo facilmente engada e recebendo elogios, ela é mal tratada por Lexi apesar delas serem "melhores amigas".

- Gibson (Zach Steel) é conselheiro da Programa de Talentos, tutor, e terapeuta. Ele é parece  ser uma pessoa burra e mais uma criança que um adulto. Ele gosta de tricô, mahjong, e alimentar os pombos. Ele não gosta do namorado de sua avó, Bob, e em "Bad RomANTs", ele ficou novamente junto de sua namorada de infância, apesar do fato de que ela está na cadeia.

- Darryl Parks (Finesse Mitchell) um "altamente condecorado" policial, e é pai de Chyna e de Cameron. Embora ele obviamente ame a sua filha, ele se corporta como um super-protetor. Ele parece ser uma pessoa barata. Tem sido mostrado que as pessoas muitas vezes confundem-o com um policial shopping.

- Roxanne Parks (Elise Neal) é mãe de Chyna e Cameron. Ela é uma animadora de festas para crianças. Até agora, ela apareceu em três episódios, mas tem sido mencionada em alguns episódios.

- Principal Susan Skidmore (Mindy Sterling) é a diretora da escola. Ela está completamente convencida de si mesma que ela é jovem e "bonita", até o ponto onde ela não consegue acreditar que sua própria reflexão é ela. Ela explora o Programa de Talentos. Ela diz que a razão para o Programa de Talento existir é para ela usar seus talentos para seu próprio uso.
- Violet (Claire Engler) tem o talento de esportes e lutas, normalmente, Violeta é estressada e nervosa, é menor que todos os alunos do formigueiro, é encrenqueira, corajosa e determinada, o motivo de seu estresse é sua quedinha pelo Flecher.

## Episódios
| Temporada | Temporada | Episódios | Exibição original    | Exibição original   | Exibição em Portugal   | Exibição em Portugal |
| Temporada | Temporada | Episódios | Estreia de temporada | Final de temporada  | Estreia de temporada   | Final de temporada   |
| --------- | --------- | --------- | -------------------- | ------------------- | ---------------------- | -------------------- |
|           | 1         | 26        | 6 de maio de 2011    | 13 de abril de 2012 | 12 de agosto de 2011   | 9 de junho de 2012   |
|           | 2         | 21        | 1 de junho de 2012   | 26 de abril de 2013 | 27 de julho de 2012    | 24 de maio de 2013   |
|           | 3         | 17        | 31 de maio de 2013   | 21 de março de 2014 | 20 de setembro de 2013 | 18 de abril de 2014  |

## Trilha sonora
A trilha sonora foi lançada em 11 de outubro de 2011 pela Walt Disney Records. As seis primeiras faixas são cantadas pela protagonista China Anne McClain, contando com a participação de Stefanie Scott, Carlon Jeffrey e das irmãs de China, respectivamente Lauryn McClain e Sierra McClain.
A composição, produção e gravação do álbum aconteceram em um período de meses, todos em 2011. Seu primeiro single, "Dynamite", regravação do original de Taio Cruz, foi lançado em 26 de julho de 2011 e o segundo single, "Calling All The Monsters" foi lançado em 20 de setembro de 2011, sendo a última estreando na posição 100 da Billboard Hot 100. O registro estreou na posição 29 da parada musical norte-americana Billboard 200, na primeira da Kid Albums e na segunda do Top Soundtracks.

## Lançamento

### Recepção da crítica
A estreia da série ganhou críticas mistas. Ele também detém atualmente uma tomada de 6,0 classificação "Justo" (56 votos) no TV.com, e 5.2/10 de classificação (baseado em 142 votos e 5 comentários) no IMDb.com.

### Audiência
A prévia da série ganhou 4,4 milhões de espectadores em sua noite de estréia, classificada como No. 1 da TV Telecast no dia 14/09 entre os pré-adolescentes (441 mil / 1,8 de rating) e foi também nº 1 da TV Telecast entre as crianças de 6 a 11anos (544000 / 2.2 rating). Seu antecessor, o final da série de The Suite Life on Deck, teve 4,6 milhões de telespectadores.
O episódio "The PhANTom Locker", é atualmente o episódio mais visto da série, marcando 4,6 milhões de telespectadores. Ele marcou mais do que seu antecessor, Wizards of Waverly Place, que teve 4 milhões de espectadores.

## Prêmios e indicações
| Ano  | Prêmio                         | Categoria               | Indicação          | Resultado |
| ---- | ------------------------------ | ----------------------- | ------------------ | --------- |
| 2011 | J-14 Teen Icon Awards          | "Ícone do amanhã"       | China Anne McClain | Indicado  |
| 2012 | Nickelodeon Kids Choice Awards | Ator Favorito           | Jake Short         | Venceu    |
| 2012 | Young Artist Award             | Jovem atriz coadjuvante | Stefanie Scott     | Venceu    |
| 2012 | Young Artist Award             | Jovem atriz recorrente  | Allie DeBerry      | Indicado  |